# نيماعت حاب الثانية
نيماعت حاب الثانية، ملكة مصرية قديمة غير حاكمة، على الأرجح عاشت في عهد الأسرة الخامسة.
وهي معروفة فقط من مصطبتها (المرقمة G 4712) التي عثر عليها عالم المصريات جورج ريزنر في الجيزة غربي هرم الملك خوفو. وباستثناء «الباب الوهمي»، فإن غرف المصطبة غير مكتمل العمل فيها.

## ألقابها
على الباب الوهمي تحمل الملكة الألقاب:
- من ترى حور وست
- عظيمة صولجان حتس (المفضلة عند الملك).

و هي الألقاب النموذجية للملكات المصريات.

## مدفنها
يشير طراز مصطبتها المعماري بأنها من الأسرة الخامسة، ولكن لا يمكن أن يعطينا أي دليل على التأريخ الدقيق لها، ولا يزال الملك زوجها غير معروفًا حتى اليوم.